# شنا در المپیک تابستانی ۱۸۹۶

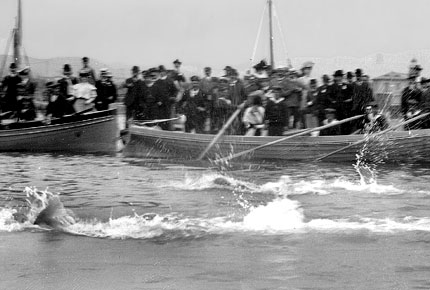
شناکردن ورزشکاران در المپیک تابستانی ۱۸۹۶

شنا یکی از ورزش‌های بازی‌های المپیک تابستانی ۱۸۹۶ است که در ۱۱ آوریل ۱۸۹۶ میلادی برگزار شده است.

## نتایج
| رویداد               | طلا                     | نقره                    | برنز                    |
| ۱۰۰ متر آزاد         | آلفرد هایوش (HUN)       | اتو هرشمان (AUT)        | none awarded            |
| ۵۰۰ متر آزاد         | پل نویمان (شناگر) (AUT) | آنتونیوس پپانوس (GRE)   | افستاتیوس خورافاس (GRE) |
| ۱۲۰۰ متر آزاد        | آلفرد هایوش (HUN)       | یوانیس آندرئو (GRE)     | افستاتیوس خورافاس (GRE) |
| ۱۰۰ متر آزاد ملوانان | یوانیس مالوکینیس (GRE)  | اسپیریدون خازاپیس (GRE) | دیمیتریوس دریواس (GRE)  |

## جدول مدال‌ها
| رتبه | کشور           | طلا | نقره | برنز | مجموع |
| ۱    | مجارستان (HUN) | ۲   | ۰    | ۰    | ۲     |
| ۲    | یونان (GRE)    | ۱   | ۳    | ۳    | ۷     |
| ۳    | اتریش (AUT)    | ۱   | ۱    | ۰    | ۲     |

## کشورهای شرکت‌کننده
در مجموع ۱۹ ورزشکار از ۴ کشور جهان در این مسابقات شرکت کرده بودند:
- اتریش (۲)
- یونان (۱۵)
- مجارستان (۱)
- ایالات متحده آمریکا (۱)